# ناسیکو
ناسیکو (Nasiku) لقبی است که آشوریان به اغلب پیشوایان و رئیسان محلی نواحی زاموآ و دیگر نواحی نظیر مننا و سرزمین ماد داده‌اند. در مورد اخیر این عنوان به خداوند دهکده‌ای داده شده است که خواست در مقابل آشوریان مقاومت نماید اما نتوانست یا اقداماتش مؤثر واقع نشد و شکست را از دشمن پذیرفت.

## ناسی‌کو
لشکرکشی‌های آشور ناسیراپال دوم از دیگر سلاطین آشور خطرناکتر بود وی در طی تجاوزاتش اقصا نقاط پیرامونی به کشور زاموا نیز یورش برد. زاموائیان معنی این لشکرکشی را نیک درک کرده بودند که هدف به اسارت درآوردن ایشان است لذا در سال ۸۸۱ (پیش از میلاد) بشدت پایداری کردند. ناسیکو یا (پیشوای قیبله) که بنام نور آداد موسوم بود در رأس جنگجویان  قرار گرفت و حصاری بر مسیر راه آشوریان در گردنه بابیته بپا داشت. ولی لشکر آشورناسیراپال فرصت اتمام حصار را به سازندگان ندادند و پیش آنکه حصار  به اتمام برسد به دورن سرزمین نورآداد زاموآ رخنه کردند.

## نگارخانه

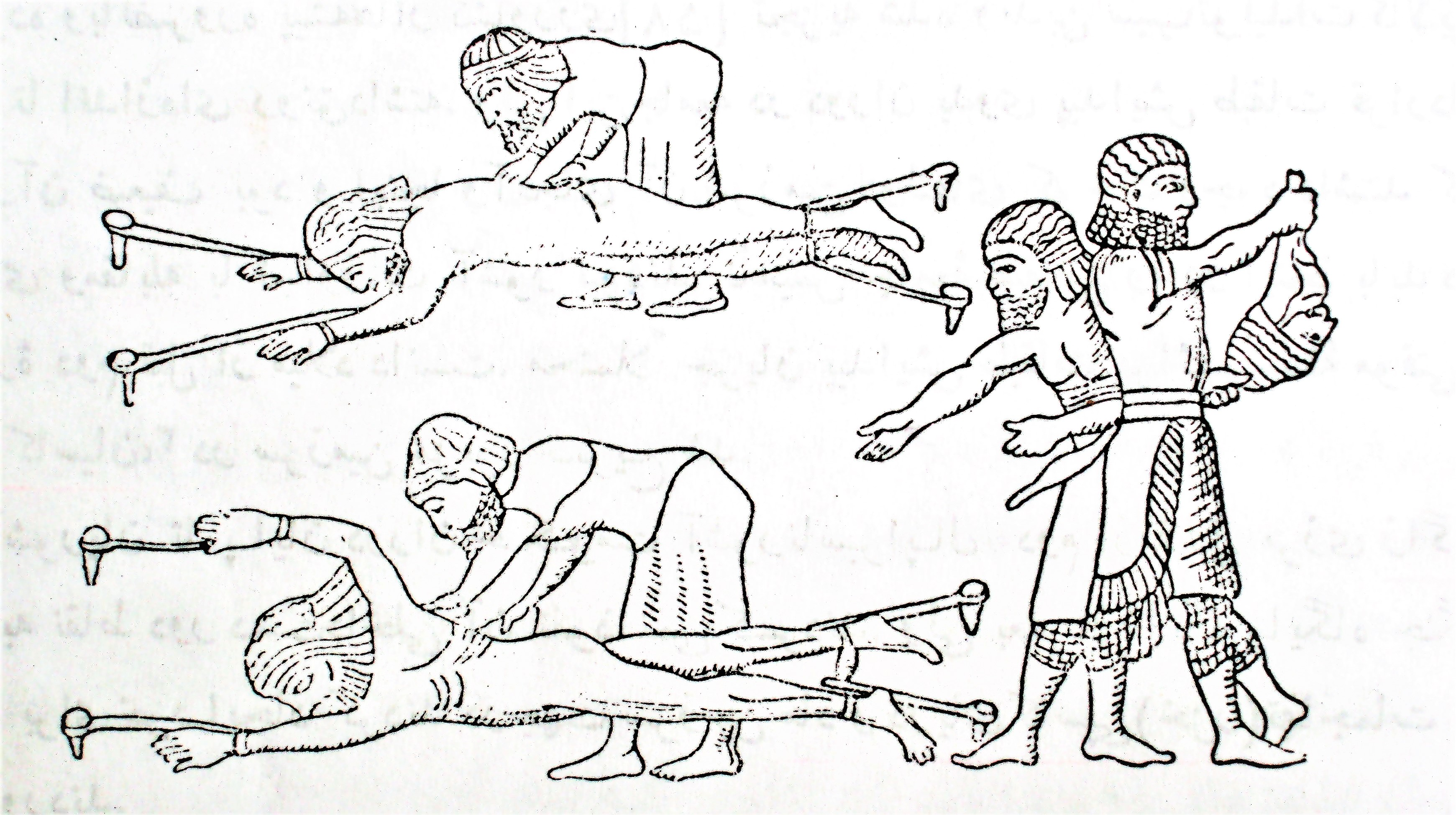
مجازات پیشوایان شکست خورده
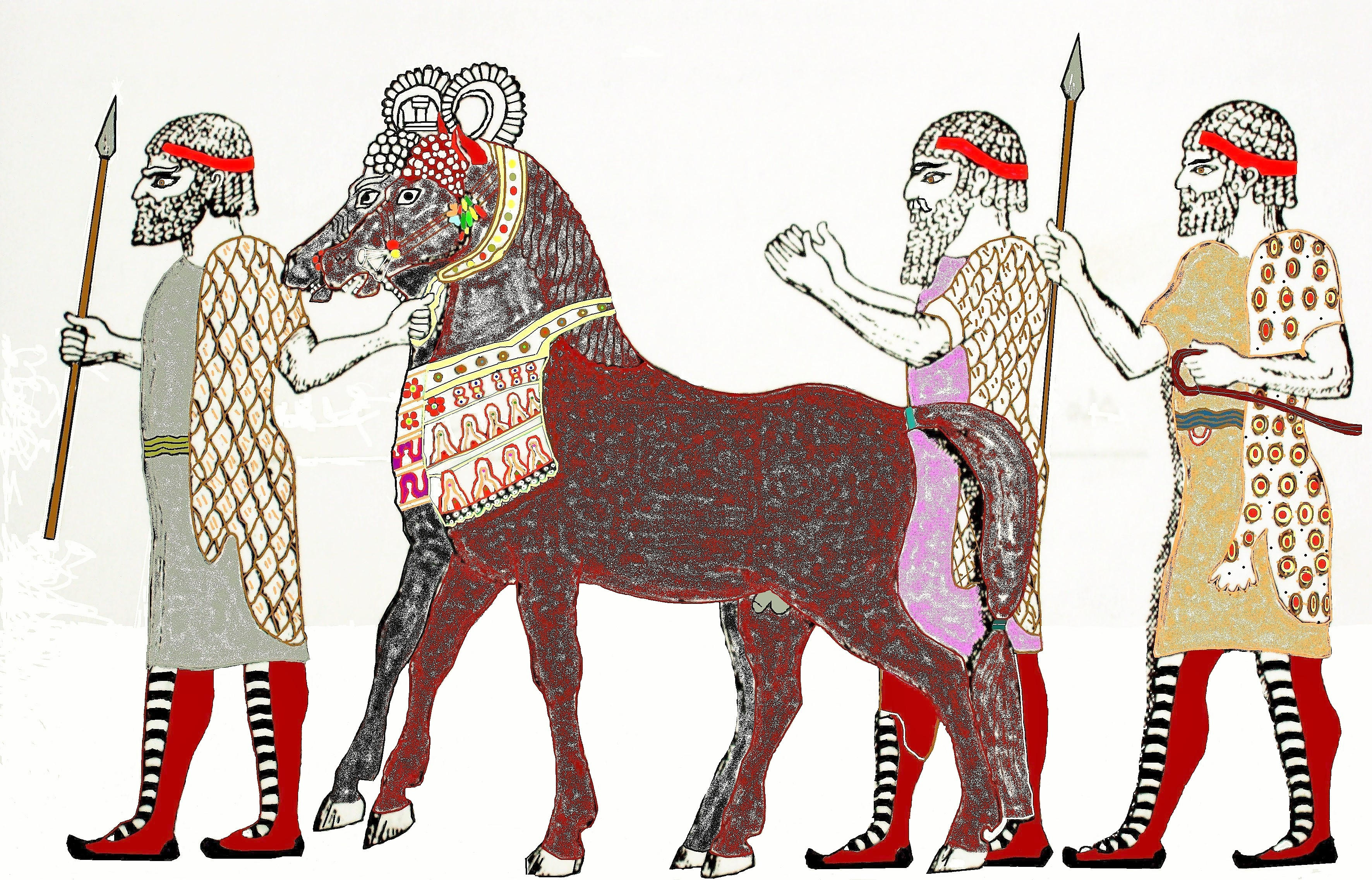
پیشکش‌های خداوندان دهکده‌ها
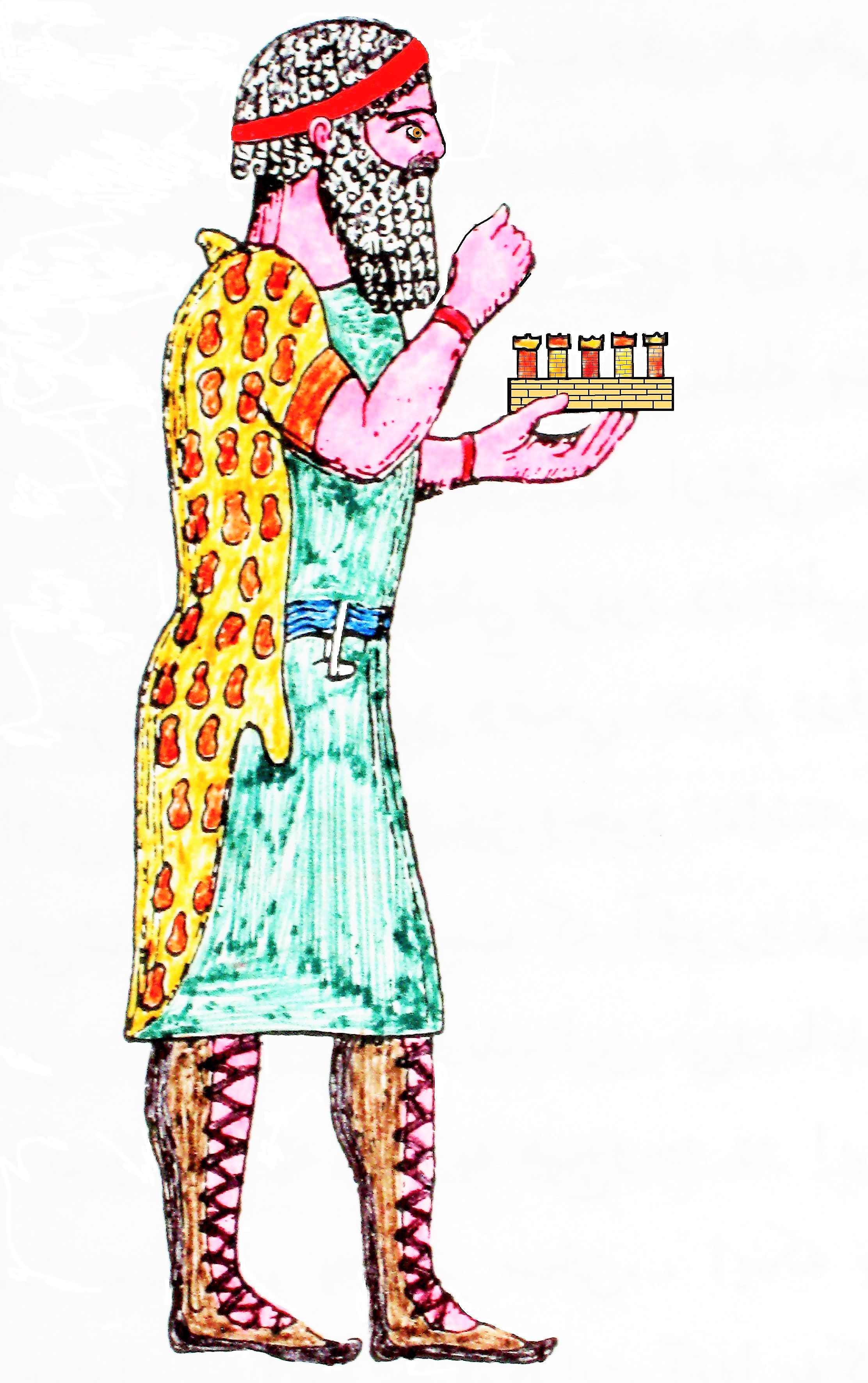
مرد مادی با علامت تسلیم